# Симбирка (Челябинская область)
Симби́рка — посёлок в Кизильском районе Челябинской области России. Входит в состав Обручёвского сельского поселения.

## География
Посёлок находится на юге Челябинской области, в пределах юго-восточных предгорий Южного Урала, в степной зоне, на левом берегу реки Ильяска, на расстоянии 19 км (по прямой) к востоку от села Кизильское, административного центра района. Абсолютная высота — 302 м над уровнем моря.
Климат
Климат резко континентальный с сухим жарким летом и суровой зимой. Среднегодовое количество осадков: 266 мм. Средняя температура самого холодного месяца (января) составляет −17,9 °С, самого тёплого мксяца (июля) — +19,9 °С.

## Население
| 2002 | 2010 |
| ---- | ---- |
| 211  | ↗221 |

Гендерный состав
По данным Всероссийской переписи населения 2010 года, в гендерной структуре населения мужчины составляли 50,2 %, женщины — 49,8 %.
Национальный состав
Согласно результатам переписи 2002 года, в национальной структуре населения русские составляли 51 %, казахи — 33 %.

## Улицы
| - пер. Колхозный, - пер. Заречная, - пер. Степной, | - ул. Трудовая, - ул. Центральная, - пер. Школьный. |

## Достопримечательности
Симбирская аллея менгиров — археологический памятник.